# Carl Wilderich von Walderdorff

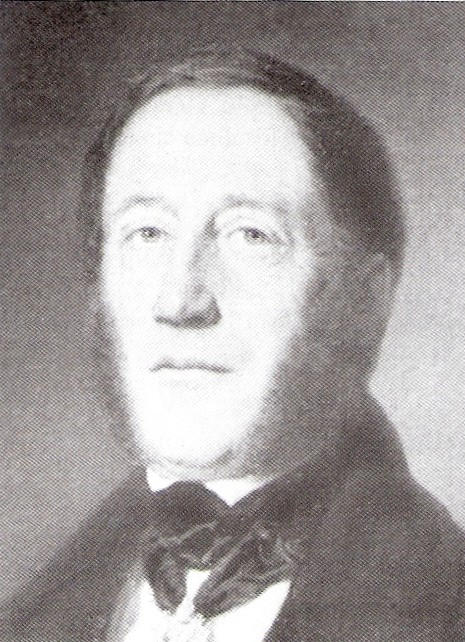
Carl Wilderich von Walderdorff

Graf Carl Wilderich von Walderdorff (* 1. September 1799 in Eltville; † 27. Dezember 1862) war ein deutscher Politiker und zwischen 1834 und 1842 Staatsminister des Herzogtums Nassau.

## Herkunft
Er war Sohn des Grafen Franz Philipp von Walderdorff (1740–1828) und dessen Frau Mauritia Freiin von Freyberg-Hopferau (1770–1840), sein Onkel Philipp Franz Wilderich Nepomuk von Walderdorf amtierte als letzter Fürstbischof von Speyer.
Der Vater stand zusammen mit dem Freiherrn von Stein als Verteidiger adeliger Interessen zeitweise in Opposition zur nassauischen Regierung unter Staatsminister Ernst Franz Ludwig Marschall von Bieberstein. Nach der Verdrängung Steins 1818 zog sich auch Walderdorff vom politischen Leben zurück.

## Leben
Walderdorff trat 1810 in die französische Militärschule in La Flèche ein und besuchte sie bis zum Ende der napoleonischen Herrschaft. Danach studierte er von 1815 bis 1819 in Göttingen und Heidelberg. Zwischen 1819 und 1821 unternahm er ausgedehnte Reisen nach Süddeutschland und Italien. Im Jahr 1823 übertrug ihm sein Vater die Verwaltung des Familienbesitzes, des größten Grundbesitzes im Herzogtum Nassau. Im selben Jahr heiratete Walderdorff die Gräfin Mauritia Beissel von Gymnich. Dieser Ehe entstammen 7 Kinder, 2 Töchter und 5 Söhne, wobei  die beiden ältesten Geschwister, eine Tochter und ein Sohn, das Erwachsenenalter nicht erreichten. Ab 1828 lebte die Familie auf Schloss Molsberg. 1829 übernahm er nach dem Tod des Vaters dessen Sitz auf der Herrenbank des Landtages des Herzogtums Nassau, dessen Mitglied er bis 1848 war, davon 1832 bis 1834 und 1843 bis 1845 als Präsident. Nach dem Sieg der Reaktion und der Wiederherstellung des alten Wahlrechtes war er von 1852 bis 1862 erneut Mitglied der ersten Kammer und dort von 1853 bis 1854 Präsident.
Erst allmählich wandte er sich stärker dem politischen Leben zu und trat wie sein Vater in Opposition zu Staatsminister Marschall von Bieberstein. Im Jahr 1831 sprach sich Walderdorff zusammen mit der Mehrheit der Herrenbank für einen Anschluss an Preußen und den Zollverein aus. In dem das Herzogtum bewegenden Domänenstreit sprach er sich für einen Kompromiss aus. Auch Herzog Wilhelm I. sah sich gezwungen einzulenken. Er berief Walderdorff 1832 zum Präsidenten der Herrenbank. 
Nach dem Tod des Staatsministers Marschall von Bieberstein wurde Waldersdorff im Juni 1834 zu dessen Nachfolger ernannt. Auch unter Herzog Adolf I. (ab 1839) blieb er im Amt. Kurz nach Beginn seiner Regierung begann Walderdorff mit Verhandlungen zum Beitritt zum Zollverein. Dieser Schritt erfolgte 1835. Es folgten eine neue Zollordnung und 1837 ein Münzvertrag mit Bayern, Württemberg, Baden, dem Großherzogtum Hessen und Frankfurt.  Walderdorff förderte den Ausbau der Taunus-Eisenbahn und die Dampfschifffahrt auf dem Rhein. Im Jahr 1840 wurden die Landeskreditkasse und eine Zehntablösungskommission ins Leben gerufen. Für die katholischen Untertanen wurde die Fakultät der katholischen Theologie in Gießen zur Landesfakultät erklärt. In seine Regierungszeit fielen weitere Reformgesetze.  
Im Juli 1842 trat er überraschend zurück und zog sich weitgehend aus dem öffentlichen Leben zurück. Im März 1848 versuchte er vergeblich, eine aufgebrachte Volksmenge vor dem herzoglichen Schloss zu beruhigen. Zu Beginn der 1860er Jahre stand er auf Seiten des großdeutsch gesinnten Deutschen Reformvereins.

## Familie
Walderdorff heiratete am 15. September 1823 in Frentz Mauritia Gräfin Beissel von Gymnich (1801–1851). Aus der Ehe gingen zwei Söhne hervor:
- Franz Wilderich (1831–1898) ⚭ 1859 Ernestine Gräfin Erdödy von Monyorokerek und Monoszld (1837–1896)
- Eduard Franz Philipp Karl Moritz Nikolaus Wilderich (1833–1887) ⚭ 1861 Julie Gräfin von Collalto (1838–1922)

Nach dem Tod seiner ersten Frau heiratete Graf Walderdorff am 1. Oktober 1853 in Schmittheim seine zweite Frau Mauritia von Dannenberg (1828–1912). Aus dieser Ehe gingen drei Töchter hervor, wobei nur die beiden jüngeren das Erwachsenenalter erreichten, darunter:
- Mauritia (* 1861) ⚭ 1885 Graf Johann von Nostitz-Rieneck (1847–1915), Feldmarschalleutnant

1862, ein Jahr nach der Geburt der dritten Tochter, starb Graf Carl Wilderich. Seine letzte Ruhestätte fand er in der Familiengruft zu Molsberg.